# Tmesisternus wallacei
Tmesisternus wallacei är en skalbaggsart som först beskrevs av Francis Polkinghorne Pascoe 1858.  Tmesisternus wallacei ingår i släktet Tmesisternus och familjen långhorningar.
Artens utbredningsområde är Sulawesi. Inga underarter finns listade i Catalogue of Life.